# Andropogon crupinus
Andropogon crupinus là một loài thực vật có hoa trong họ Hòa thảo. Loài này được (Link) Kunth mô tả khoa học đầu tiên năm 1829.